# Leptoneta paroculus
Leptoneta paroculus är en spindelart som beskrevs av Simon 1907. Leptoneta paroculus ingår i släktet Leptoneta och familjen Leptonetidae.
Artens utbredningsområde är Spanien. Inga underarter finns listade i Catalogue of Life.